# Frank Rizzo
Pour les articles homonymes, voir Rizzo.
Frank Rizzo (né le 23 octobre 1920, mort le 16 juillet 1991) est un homme politique américain démocrate, maire de Philadelphie entre 1972 et 1980. Il avait été auparavant policier.

## Hommages et controverses
Très critiqué pour la brutalité avec laquelle il a traité les communautés noires et LGBT, sa statue monumentale en bronze, érigée en 1998 à Philadelphie, est souvent la cible de dégradations militantes. En juillet 2020, en plein mouvement Black Lives Matter, à la suite de la mort de George Floyd, victime de violences policières, la maire procède au déboulonnage de la statue.

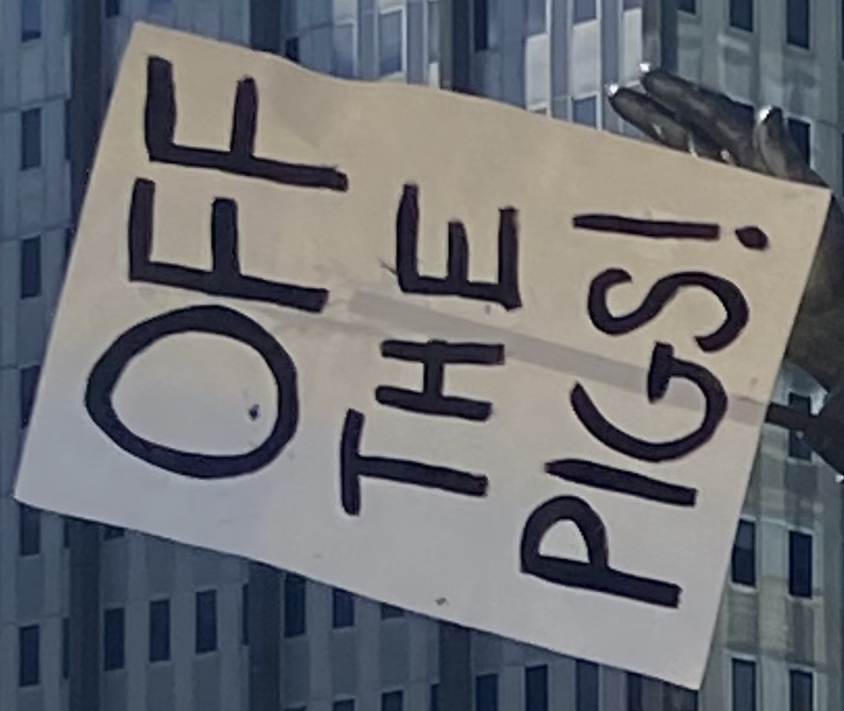
Statue de Rizzo à Philadelphie, prise pour cible par des militants en 2020.